# أوبونتو كايلين
أوبونتو كايلين (بالصينية: 优麒麟) هي النُسخة الصينيَّة الرسمية لنظام تشغيل أوبونتو، مُخصص لأجهزة الكمبيوتر المكتبيَّة والمحمولة. بدأ في عام 2013، عندما توصلت شركة كانونيكال المحدودة (أحد شركات المُطوِّرة لأوبونتو). إلى اتفاقيَّة مع وزارة الصناعة وتكنولوجيا المعلومات للمُشاركة في إنشاء وإصدار نظام تشغيل مُسندٌ إلى أوبونتو مع مِيزات موجهة للأسواق الصينيَّة.

## خلفيَّة
في وقتٍ مُبكر من عام 2010، أُطلق رسميًّا إصدارًا مخصصًا من أوبونتو باللغة الصينية عدة مرات، وتم تحديد الاسم الصيني المبسط للتوزيعة، لكن هذا لم يؤثِّر كثيرًا على المُستخدمين.

### كايلين أو إس
على الرغم من أنَّ أوبونتو كايلين يحمل اسمًا مشابهًا لـكايلين أو إس، إلَّا أنَّهُ لا توجد علاقة بين نظاميِّ التشغيل.

## وصلات خارجيَّة
- الموقع الرسمي